# Lukas Sinkiewicz
Lukas Sinkiewicz, né le 9 octobre 1985 à Tychy en Pologne, est un footballeur naturalisé allemand. Il évolue au poste de défenseur central.

## Biographie
Formé au FC Cologne, Sinkiewicz fait ses débuts professionnels dans le championnat allemand lors de la saison 2003-2004. À la fin de celle-ci, le club est relégué.
C'est donc en 2.Bundesliga que Sinkiewicz s'impose définitivement comme titulaire en défense centrale, alors qu'il n'a que dix-neuf ans. Il joue aux côtés de Lukas Podolski, autre jeune joueur prometteur de Cologne. Hormis le fait qu'ils soient tous les deux d'origine polonaise, et qu'ils portent le même prénom, ils impressionnent les observateurs et notamment le sélectionneur de l'équipe d'Allemagne.
À peine un an après ses débuts, alors qu'il n'a joué que sept matchs en 1.Bundesliga, il fait ses débuts en équipe d'Allemagne, face à la Slovaquie le 3 septembre 2005 (défaite 2-0). Néanmoins, il ne réussit pas vraiment à s'y imposer. De même, à l'issue de la saison 2005-2006, Cologne est de nouveau relégué. 
En 2007, il signe au Bayer Leverkusen mais des blessures l'empêchent de réaliser des saisons complètes. En mai 2008, il se blesse gravement aux ligaments du genou et est éloigné des terrains près de sept mois. Il fait son retour à la compétition en janvier 2009. Incapable de s'imposer dans la défense centrale du Bayer, il signe en 2010 un contrat d'un an avec le club du FC Augsburg qui évolue en 2. Bundesliga. Laissé libre à la fin de la saison, il s'engage avec le VfL Bochum en 2011.

## Palmarès
- FC Cologne
  - Champion de 2.Bundesliga en 2005.